# 西北铁角蕨
西北铁角蕨（学名：Asplenium nesii）为铁角蕨科铁角蕨属下的一个种。

## 扩展阅读
- 維基物種上的相關：西北铁角蕨